# Tirofiban
Tirofiban ist ein Arzneistoff, der durch seine Wirkung auf Thrombozyten (Blutplättchen) als starker Thrombozytenaggregationshemmer zur Behandlung des akuten Koronarsyndroms eingesetzt wird. Er wird als intravenöse Infusion verabreicht.

## Wirkungsweise
Tirofiban ist ein synthetischer Hemmstoff des Glykoprotein IIb/IIIa-Rezeptors der Thrombozyten. Dieser Rezeptor fungiert als die entscheidende Bindungsstelle im Prozess der Aggregation der Blutplättchen, die der erste Schritt eines jeden Gerinnungsvorgangs ist. Die Hemmung durch Tirofiban ist kompetitiv, also reversibel.

## Indikationen
Tirofiban wird bei instabiler Angina Pectoris und Nicht-ST-Hebungs-Infarkt (NSTEMI) eingesetzt. Es ist außerdem ein Mittel, das im Rahmen einer perkutanen Intervention bei akuten Koronarsyndromen zum Einsatz kommt, besonders dann, wenn im Herzkranzgefäß Blutgerinnsel dargestellt werden können.

## Unerwünschte Wirkungen
Unter der Dauerinfusion des Medikaments kommt es selten zu schweren Blutungen, während leichte Blutungen häufig beobachtet werden. Es kann zu Kopfschmerzen, Übelkeit, Fieber und einem Abfall der Thrombozytenzahl unter 100.000/µl kommen.

## Gegenanzeigen und Wechselwirkungen
Tirofiban darf nicht eingesetzt werden, wenn die Thrombozytenzahl unter 100.000/µl liegt, eine nicht einstellbare Bluthochdruckerkrankung, eine Gerinnungsstörung oder eine blutungsgefährdete Erkrankung des Gehirns besteht. Nach größeren Operationen, Verletzungen oder Blutungen sollte sechs Wochen abgewartet werden, bis das Medikament gegeben werden darf. Andere gleichzeitig verabreichte Substanzen, die auch in das Blutgerinnungssystem eingreifen, führen zu einer verstärkten Blutungsneigung.
Bei rückenmarksnahen Regionalanästhesie-Verfahren (Spinalanästhesie bzw. Periduralanästhesie) sollte Tirofiban acht Stunden vorher abgesetzt werden und frühestens vier Stunden nach dem Eingriff wieder gegeben werden.

## Vermarktung
Tirofiban war in seiner Entwicklung auf das Disintegrin Echistatin, einem Bestandteil des Schlangengifts von Echis carinatus (Sandrasselotter), zurückzuführen. Das Medikament wurde bis 2008 von der Firma MSD Sharp & Dohme unter dem Handelsnamen Aggrastat® vertrieben. Im Januar 2008 wurden die Rechte an der Substanz von der Firma Iroko Pharmaceuticals (jetzt Correvio International Sàrl) erworben. Der Listenpreis für 250 ml einer Infusionslösung mit 50 µg Tirofiban pro ml betrug 2017 € 256,25.